# Prowincja Oudalan
Prowincja Oudalan – jedna z 45 prowincji w Burkina Faso.
Ma powierzchnię prawie 10 tysięcy km². W 2006 roku mieszkało w niej ponad 197 tysięcy ludzi. W 1996 roku na jej terenach zamieszkiwało ponad 137 tysięcy mieszkańców.